# Pod Telegrafem

Dzielnice i osiedla Kielc, Pod Telegrafem ma na mapie nr 40

Pod Telegrafem – część Kielc, położona pod górą Telegraf (po jej północnej stronie), w południowo-wschodniej części miasta. Znajduje się tu osiedle domków jednorodzinnych i ośrodek narciarski Stok Narciarski Telegraf w Kielcach.

## Historia i nazewnictwo
Nazwa Pod Telegrafem pojawiła się po raz pierwszy w roku 1910. Wcześniej, od 1803 roku, używano nazwy Bałtów, która na początku lat 70. XX wieku obejmowała następujące ulice: Bąkowa, Dąbrowszczaków, Dzielna, Karskiego (dawniej Żołnierzy Radzieckich), Oboźna, Pod Telegrafem, Wrzosowa – oraz położone dalej na wschód – Brzechowska, Dobra, Jałowcowa, Łukowa, Rakowska, Sosnowa. Bałtów był wówczas nazwą urzędową, ale już wówczas od dawna nie używaną. Obecnie nie ma tej nazwy w rejestrze nazw urzędowych. Ulice zaliczone wówczas do Bałtowa współcześnie zalicza się zwyczajowo do osiedla Pod Telegrafem.
Na początku lat 70. XX wieku nazwę Pod Telegrafem lokalizowano w rejonie obecnego osiedla, a nazwa Podhale oznaczała wówczas las położony na północny zachód od Telegrafu; współcześnie Podhale jest faktycznie alternatywną nazwą osiedla Pod Telegrafem.
W 1994 roku nadano nazwy nowym ulicom w osiedlu Pod Telegrafem: Brzozowa, Cedrowa, Tujowa, Dereniowa, Orzechowa, Świerkowa, Świętojańska.
Na omawianym obszarze spółdzielnia mieszkaniowa Pionier zbudowała dwa osiedla domków jednorodzinnych: 80 segmentów jednorodzinnych przy ulicach Karskiego, Bąkowej i Dąbrowszczaków (budowa rozpoczęta w 1978 roku) oraz 100 domków jednorodzinnych na os. Podhale (budowa rozpoczęta w latach 90. XX wieku).

## Ważniejsze obiekty
- kościół pw. św. Jana Chrzciciela,
- Szkoła Podstawowa nr 8 im. Wojska Polskiego w Kielcach,
- dwa wyciągi narciarskie na północnym stoku góry Telegraf.

## Komunikacja
Dojazd liniami autobusowymi komunikacji miejskiej nr 11, 25, 33, 34, 54, 108 i N2.